# Приекульский район
Приекульский район (латыш. Priekules rajons) — бывший административный район Латвийской ССР с центром в городе Приекуле, существовавший в 1949—1959 годах.
Приекульский район был создан 31 декабря 1949 года. С 8 апреля 1952 года по 25 апреля 1953 года Приекульский район был включён в состав Лиепайской области.
По данным на 1 марта 1954 года в районе был 1 город (Приекуле) и 20 сельсоветов. После укрупнения сельсоветов к 1 июля 1954 года их число сократилось до 14 (Айзвикский, Аситский, Бартский, Бункский, Велдский, Виргский, Грамздский, Дуникский, Калетский, Кротский, Пурмсатский, Судмальский, Элкуземский и Эмбутский). Тогда же был образован рабочий посёлок Вайнёде.
Приекульский район был ликвидирован 11 ноября 1959 года, а его территория передана в Лиепайский район.